# Otis R. Bowen
Otis Ray Bowen (26. februar 1918 - 4. maj 2013 i Indiana, USA) var en amerikansk politiker og læge. Han fungerede som guvernør i Indiana fra 1973 til 1981 og som Sundhedsminister (Secretary of Health and Human Services) fra 1985 til 1989, udnævnt af præsident Ronald Reagan, og med særligt ønske om at forbedre landets indsats mod HIV og AIDS.